# Grotte Morin
Pour les articles homonymes, voir Morin.
Cet article concerne la grotte préhistorique en Espagne cantabrique. Pour l'abri-sous-roche de Gironde, voir Abri Morin.
La grotte Morin (espagnol cueva de Morín, ou cueva del Rey, ou Mazo Moril) est un site préhistorique situé dans la commune de Villaescusa, au sud-ouest de Santander, en Cantabrie (Espagne).
Elle fait partie du groupe cantabrique, avec les grottes d'Altamira, d'El Castillo et du Pendu (El Pendo), dans la continuité des sites du Pays basque. Elle est remarquable par l'ampleur de sa stratigraphie, qui inclut Azilien, Magdalénien, Solutréen, Gravettien, plusieurs périodes de l'Aurignacien (évolué, inférieur et archaïque ou Protoaurignacien), Châtelperronien et Moustérien. Cet ensemble en fait un site clé pour l'étude de l'évolution du Paléolithique dans le Nord de l'Espagne.

## Localisation
La grotte Morin est située dans la commune de Villaescusa, à 6 km de la côte de la baie de Santander, à 11 km au sud-ouest de Santander et 1 km au sud de Villanueva.

## Description
Elle s'est formée dans une colline de calcaire Urgonien (Aptien), dans le bassin de drainage de la rivière Solia, à 57 m au-dessus du niveau de la mer et à 22 m au-dessus du niveau du ruisseau Obregón et de son lit majeur. Cette colline inclut une série de passages complexes et surtout une autre grotte à un niveau inférieur : la grotte de l'Ours, dans laquelle du mobilier lithique a été trouvé en surface.
Le sol de la grotte est recouvert de résidus de calcaire, avec un relief de 10-30 m et très marqués par des corrosions micro-karstiques (lapiaz).
L'entrée de la grotte, tournée vers le nord-est, ouvre sur une petite salle.

## Historique des recherches
La grotte est présentée à la communauté scientifique par Hugo Obermaier et Paul Wernert en 1910.
En 1912, après plusieurs visites, J. Carballo et P. Sierra creusent une petite tranchée d'exploration mais n'en publient pas les résultats. Il faut attendre 1915 pour qu'O. Cendrero publie une partie de leurs découvertes.

De 1917 à 1919, J. Carballo continue d'explorer la grotte et commence les premières fouilles systématiques sérieuses. Il découvre le niveau du Paléolithique supérieur et deux couches du Paléolithique moyen (il les publie en 1923). En 1918, il invite le comte de Vega del Sella à fouiller le site, ce que ce dernier fait pendant deux ans (publié en 1921). 
Le site est ensuite abandonné jusqu'au milieu des années 1960. De 1966 à 1969, une équipe hispano-américaine menée par J. González Echegaray et L.G. Freeman y travaille, appliquant des méthodes plus modernes avec des techniques nouvelles et une participation interdisciplinaire. Ce travail, publié en 1971 et 1973, établit une séquence complète des différentes périodes d'occupation du site et inclut pour la première fois un niveau châtelperronien clairement défini.

## Stratigraphie
Echegaray et L.G. Freeman (1971, 1973) mettent au jour 22 niveaux : 
- niveau 1 : Azilien[1] ;
- niveau 2 : Magdalénien ;
- niveau 3 : Solutréen supérieur ;
- niveaux 4 et 5b : Gravettien ;
- niveau 5a : Aurignacien évolué ;
- niveaux 6 et 7 : Aurignacien inférieur[1], dont 3 couches pour le niveau 7[3] ;
- niveaux 8 et 9 : Aurignacien archaïque (Protoaurignacien)[1], dont 5 couches pour le niveau 8[3] ;
- niveau 10 : Châtelperronien[1], 3 couches[3] ;
- les niveaux 18 à 21 sont archéologiquement stériles ;
- niveau 22 : Moustérien[1], 3 couches[3].

La même équipe de fouilles dévoile deux structures d'habitation, l'une datant du Moustérien et l'autre de l'Aurignacien ; et des restes humains dans le niveau 8 et le niveau 17 (les plus anciens restes humains).
Mais la correspondance entre les occupations humaines et la stratigraphie s'avère complexe. Stuckenrath fait un premier essai en 1978, avec des résultats incomplets et en partie contradictoires. En 1994, Henri Laville et M. Hoyos publient leur étude des sédiments de la grotte, avec des résultats remettant en question la séquence chrono-climatique et la composition de certains niveaux, telle qu'établie par des travaux précédents (dont ceux de Butzer, publiés en 1981). En 2005, une autre série de fouilles et de travaux amène une nouvelle compréhension des sédiments de la grotte. [...]
En 2014, la stratigraphie révisée comprend 7 niveaux moustériens, 1 niveau châtelperronien, 2 niveaux protoaurignaciens, 2 niveaux du début de l'Aurignacien, 1 niveau d'Aurignacien évolué, 2 niveaux gravettiens, 1 niveau solutréen, 1 niveau magdalénien et 1 niveau azilien.

## Les habitations
Elles se trouvent dans la partie centrale de la grotte. 
La plus ancienne est dans le niveau 17 (Moustérien). Sa surface est de 6,6 m2. Elle est révélée par une ligne de pierres formant une aire incurvée, avec des sédiments à l'intérieur clairement différents des autres sédiments du même niveau. Il semble qu'aucune trace de foyer n'y ait été découverte.
L'autre habitation découverte est dans le niveau 8, protoaurignacien. Partiellement détruite lors des fouilles du début du XXe siècle, elle mesure presque 3 m de long et est rectangulaire. Il ne semble pas qu'elle ait été couverte, tout au moins n'y a-t-il pas trace de poteaux. Les sédiments avaient été creusés sur 27 cm au maximum. Contre le mur intérieur se trouvent les restes d'un foyer, peut-être dans un trou ; et sur le côté opposé, une dénivellation de 125 cm de long pour 50 cm de large, qui a été interprétée comme un siège.

## Les tombes
Au fond de la grotte, dans le niveau aurignacien, se trouvent plusieurs monticules qui ont livré quatre tombes. Mais le processus de décomposition a transformé ces restes humains en une substance sombre, graisseuse et plastique, de telle façon qu'ils sont difficiles à interpréter.
Hugo Obermaier signale en 1924 la découverte d'une molaire juvénile.

## Mobilier
Le niveau 8 (Protoaurignacien) a livré des lamelles de type Dufour, une pointe Font-Yves et des nucléus prismatiques pour la production de lamelles.
Les couches 9 et 10 ont livré des pointes du Châtelperronnien.

### Controverse
Lewis Binford affirmait en 1989 que les spécimens d'éclats d'os retouchés illustrés par Freeman, notamment pour le niveau 17, étaient tous indistinguables d'os mâchés par des animaux, probablement par des canidés,.

## Faune
Rhinoceros merckii

## Homonymie
Ne pas confondre avec l'abri Morin à Pessac-sur-Dordogne, en Gironde, où l'on trouve une image de main gravée sur une pièce de mobilier datée du Paléolithique supérieur et autres pièces porteuses d'art mobilier du Magdalénien, ainsi que des vestiges de canidés témoignant de la domestication du chien.